# Ludwikowo (obwód grodzieński)
Ludwikowo (biał. Людвікі, Ludwiki; ros. Людвики, Ludwiki) – wieś na Białorusi, w obwodzie grodzieńskim, w rejonie korelickim, w sielsowiecie Maluszyce. Od zachodu sąsiaduje z Koreliczami.

## Historia
W dwudziestoleciu międzywojennym folwark leżący w Polsce, w województwie nowogródzkim, w powiecie nowogródzkim, w gminie Korelicze. W 1921 miejscowość liczyła 21 mieszkańców, zamieszkałych w 1 budynku, wyłącznie Polaków wyznania rzymskokatolickiego.
Po II wojnie światowej w granicach Związku Sowieckiego. Od 1991 w niepodległej Białorusi.